# George Clinton junior
George Clinton junior (* 6. Juni 1771 in New York City; † 16. September 1809 ebenda) war ein US-amerikanischer Politiker. Zwischen 1805 und 1809 vertrat er den Bundesstaat New York im US-Repräsentantenhaus.

## Werdegang
George Clinton junior wurde ungefähr vier Jahre vor dem Ausbruch des Unabhängigkeitskrieges in New York City geboren und wuchs dort auf. Über dies ist nichts über sein Privatleben bekannt. Politisch gehörte er der von Thomas Jefferson gegründeten Demokratisch-Republikanischen Partei an. 1801 nahm er als Delegierter an der verfassunggebenden Versammlung von New York teil. Dann saß er in den Jahren 1804 und 1805 in der New York State Assembly. Er wurde am 14. Februar 1805 im dritten Wahlbezirk von New York in das US-Repräsentantenhaus in Washington, D.C. gewählt, um dort die Vakanz zu füllen, die durch den Rücktritt von Samuel L. Mitchill im achten und neunten Kongress entstanden war. Bei den folgenden Kongresswahlen des Jahres 1806 wurde er im dritten Distrikt wiedergewählt. Clinton verzichtete auf eine weitere Kandidatur im Jahre 1808 und schied am 3. März 1809 aus dem Kongress aus. Er verstarb am 16. September 1809 in New York City.

## Familie
George Clinton junior war der Sohn von Generalmajor James Clinton (1736–1812) und der Neffe von Vizepräsident George Clinton (1739–1812). Er war der Bruder von DeWitt Clinton (1769–1828), US-Senator von New York, und Halbbruder des Kongressabgeordneten James G. Clinton (1804–1849).